# Eugene F. Correia International Airport
De Eugene F. Correia International Airport (voorheen: Ogle Airport) is een vliegveld in Ogle nabij Georgetown, Guyana. Het is een internationaal vliegveld, maar heeft voornamelijk binnenlandse en regionale buitenlandse bestemmingen. Het bevindt zich ongeveer 7 km ten oosten van het centrum van Georgetown. Cheddi Jagan International Airport is het belangrijkste internationale vliegveld.

## Geschiedenis
In de jaren 1950 was het vliegveld als een landingsstrook voor de suikerindustrie gebouwd. Het werd Ogle Airport genoemd naar het nabijgelegen dorp. In de jaren 1960 werd het ook gebruikt door Guyana Airways voor vluchten naar het binnenland, en het vliegveld nam in populariteit toe. In 1993 en 1995 werd Ogle gecontroleerd door de Internationale Burgerluchtvaartorganisatie, hetgeen resulteerde in een afkeuring. De overheid van Guyana ontwikkelde een masterplan, maar besloot het vliegveld te privatiseren.
In 2001 werd Ogle Airport Inc opgericht, en in 2003 werden in Ogle Airport ongeveer 50.000 passagiers en 1.800 ton goederen verwerkt. Hetzelfde jaar werd besloten het vliegveld uit te breiden en geschikt te maken als internationaal vliegveld. In 2009 werd Ogle Airport gecertificeerd als internationaal vliegveld. Er is een langere tweede landingsbaan aangelegd, en de oude landingsbaan is hergebruikt als taxibaan.
In 2016 werd de naam gewijzigd in Eugene F. Correia International Airport ter ere van Eugene Correia, vliegtuigpioneer en voormalig minister. In 2020 werd begonnen met de constructie van een  bedrijvenpark met kantoren bij het vliegveld. In 2022 werd een nieuwe uitbreiding van het vliegveld aangekondigd.

## Opererende luchtvaartmaatschappijen
Op Eugene F. Correia International Airport worden vluchten aangeboden door Air Services Limited, Caribbean Airlines, Gum Air, Trans Guyana Airways.

## Ongelukken
Op 8 november 2003 vertrok een Short 330 van Trans Guyana Airways met 4 passagiers en 3 bemanningsleden voor een chartervlucht naar Ekereku. Eén minuut na opstijging werd een noodlanding aangekondigd in de rietlanden. Het vliegtuig raakte een rotsblok, en één bemanningslid en één passagier kwamen om het leven. Uit onderzoek bleek dat een motor was uitgevallen.